# Mark Spiegler

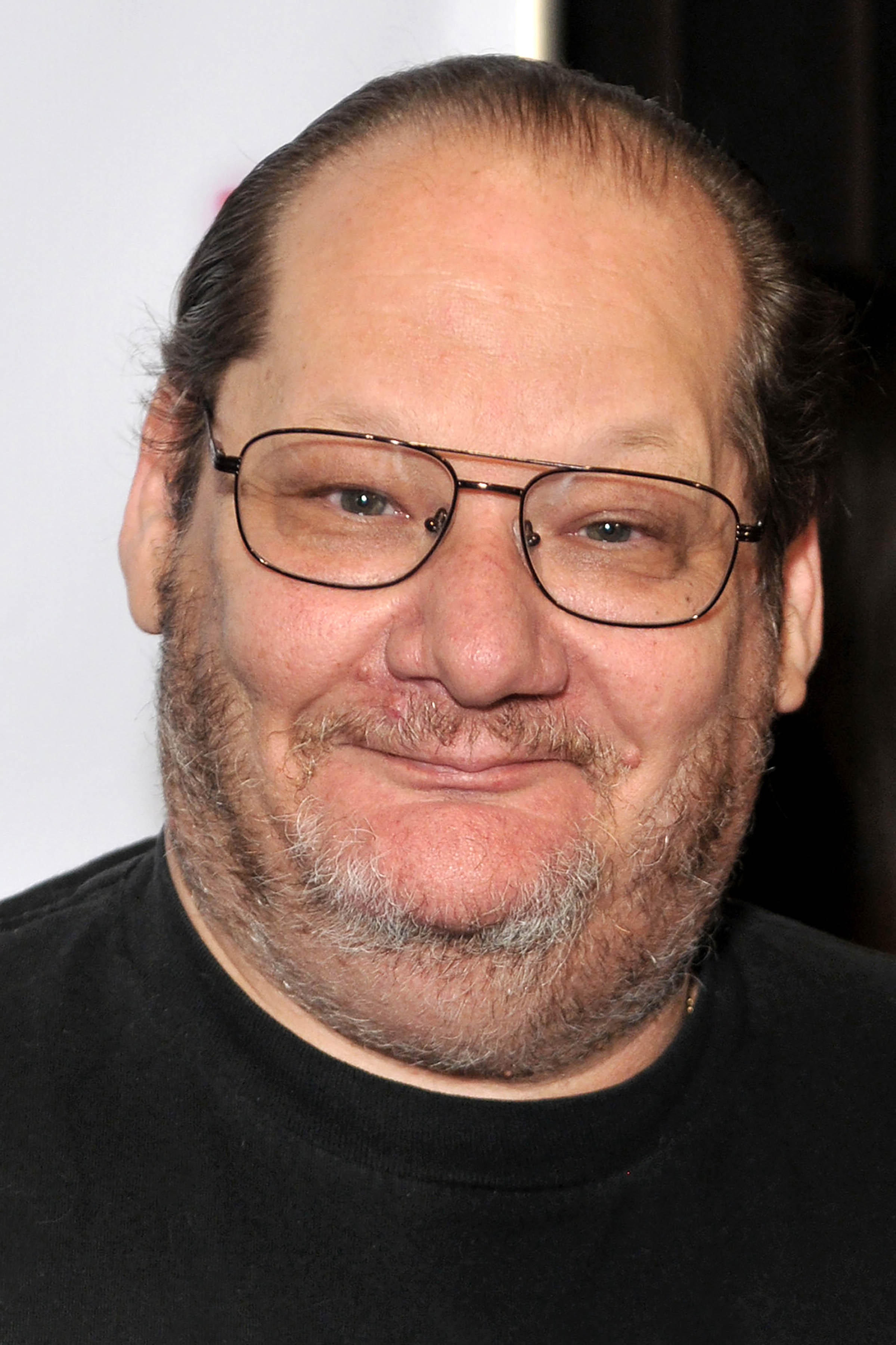
Mark Spiegler (2013)

Mark Spiegler ist ein US-amerikanischer Agent in der Pornofilmindustrie. Im Jahr 2012 wurde er in die Adult Video News Hall of Fame aufgenommen. 2021 folgte die Aufnahme in die Hall of Fame des XRCO Award.
Spiegler arbeitet seit 1999 als Agent und gründete 2003 seine eigene Agentur Spiegler Girls, die heute zu den wichtigsten der US-amerikanischen Pornofilmindustrie zählt. Er vertrat bislang Branchengrößen wie Sasha Grey, Katja Kassin, Bobbi Starr und Belladonna. Spiegler war bereits Gegenstand einiger Fernsehformate und des Dokumentarfilms 9to5 – Days in Porn. In dem Spielfilm Pleasure spielt er sich selbst.